# عفیفی
عفیفی نام خانوادگی افراد زیر است:
- رحیم عفیفی، زبان‌شناس ایرانی
- شایان عفیفی، کشتی‌گیر ایرانی